# Qu'est-ce que ça peut lui faire ?
Singles de Elsa
Pleure doucement
(janvier 1991) Je s'rai là
(1991)
Pistes de Rien que pour ça
Faudrait pas croire On verra bien demain
Qu'est-ce que ça peut lui faire ? est le 14e single physique d'Elsa, et le 3e extrait de son album Rien que pour ça.
La chanson, une ballade, parle d'un amour contrarié où une femme aime un homme qui est indifférent à ses sentiments.
Si la chanson ne se classe que 70ème au mieux en France, elle connaît une montée en popularité dans le milieu des années 2010, accumulant plus de vues que "Rien que pour ça" et "Pleure Doucement" réunis, pourtant ayant plus de succès dans les classements. Au 17 mars 2023, le clip vidéo totalise près de 980 000 vues
Tourné dans un manoir de la campagne parisienne. Elsa y est seule, évoluant tantôt à l'intérieur, tantôt dans le parc de la propriété.

## Supports commerce
- 45 tours
  - Face A : Qu'est ce que ça peut lui faire ?  3:20
  - Face B : On verra bien demain  4:05

- K7 2 titres
  - Face A : Qu'est ce que ça peut lui faire ?  3:20
  - Face A : On verra bien demain  4:05
  - Face B : Qu'est ce que ça peut lui faire ?  3:20
  - Face B : On verra bien demain  4:05

- Maxi CD
  - Piste 1 : Qu'est ce que ça peut lui faire ?  3:20
  - Piste 2 : On verra bien demain  4:05
  - Piste 3 : Qu'est ce que ça peut lui faire ? (Instrumental)  3:20

La Chanson est également sur la compilation Elsa, l'essentiel 1986-1993.

## Promotion et tournée
Elsa l'a chantée en live lors de ses concerts à l'Olympia et pendant la tournée qui suivit. Elle ne l'a jamais réinterprétée depuis.
Elsa a assuré la promotion des K7 2 titres. Qu'est ce que ça peut lui faire fait partie des premiers singles lancés sous ce format inédit. Malgré tout, l'objet est très rare et s'échange entre collectionneurs aux environs de 50€.

## Classements et ventes
| Meilleur Classement | Meilleur Classement | Meilleur Classement | Meilleur Classement | Ventes certifiées | Cumul ventes       | Certification France |
| France              | Belgique            | Suisse              | Pays-Bas            | Ventes certifiées | Cumul ventes       | Certification France |
| ------------------- | ------------------- | ------------------- | ------------------- | ----------------- | ------------------ | -------------------- |
| 70                  | -                   | -                   | -                   | -                 | 50 000 exemplaires | -                    |